# Siavonga
Siavonga  este un oraș  în  Provincia de Sud, Zambia. Are rol de reședință a districtului omonim. Este principalul centru turistic al țării, localizat pe țărmul de nord al lacului Kariba.